# Marki
Marki ist eine Stadt sowie Sitz der gleichnamigen Stadtgemeinde im Powiat Wołomiński der Woiwodschaft Masowien, Polen.

## Geschichte
Während des Zweiten Weltkrieges in der Zeit der deutschen Besetzung befand sich in der Stadt ein Getto für Juden.

## Fußnoten

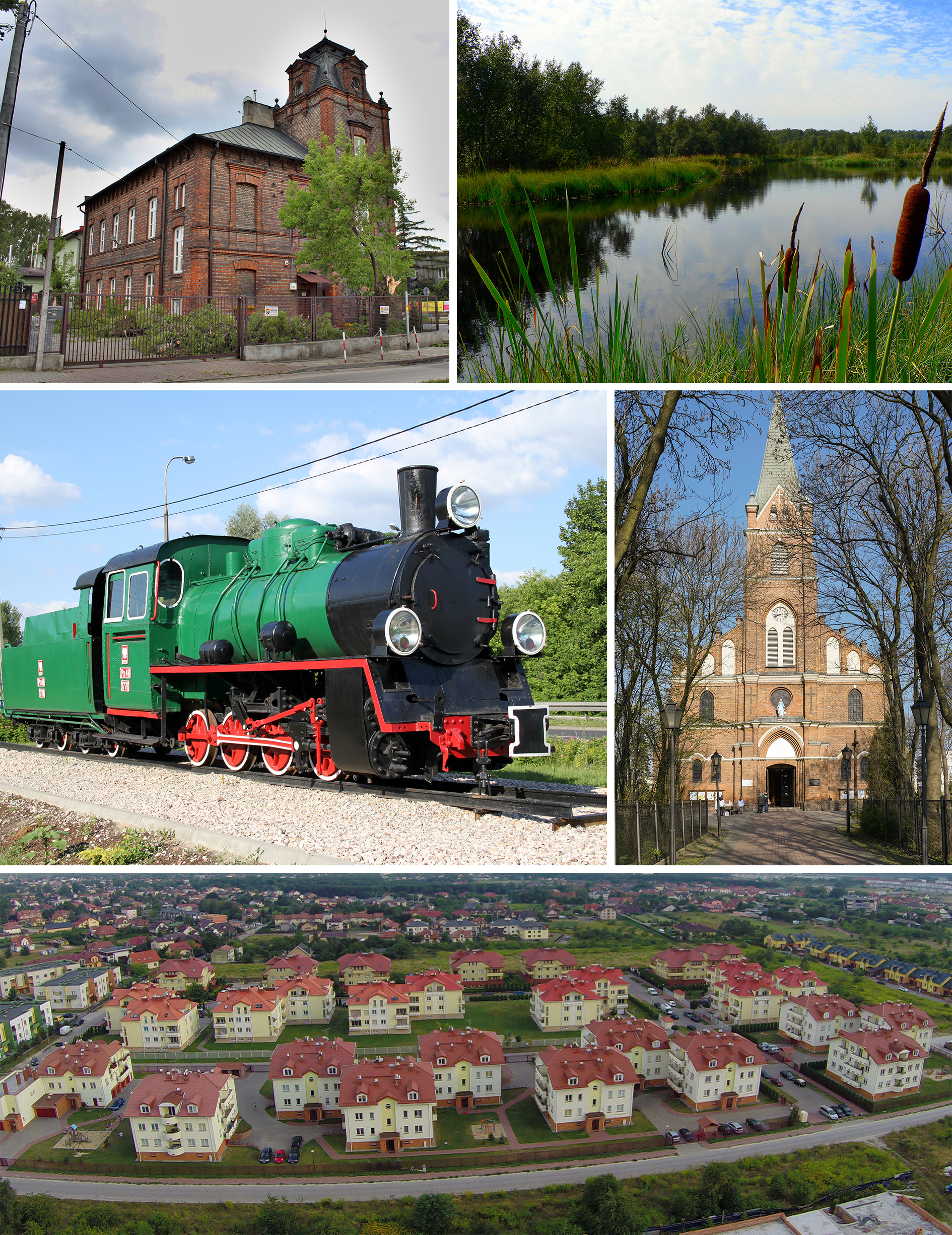
Marki